# معركة بحرية

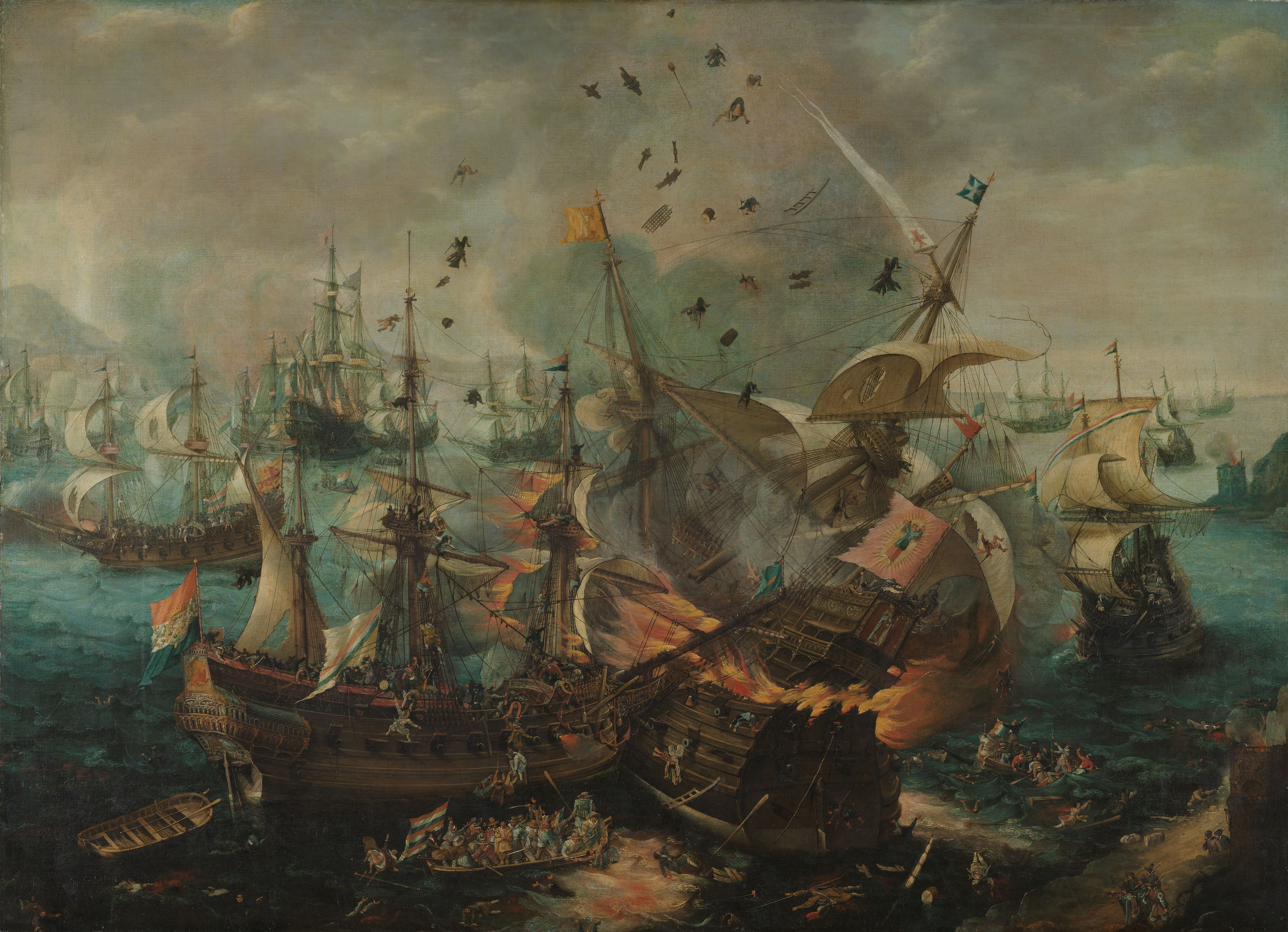
معركة مضيق جبل طارق البحرية 1607

معركة بحرية هي معركة تدور أحداثها باستخدام قطع حربية بحرية (سفن، قوارب).
غالباً ما تجري المعارك البحرية قرب ميناء للسيطرة عليه وتسهيل الدخول إلى الأراضي الداخلية.
من المعارك البحرية التي وقعت معركة الأطلسي، التي وقعت خلال الحرب العالمية الثانية بين ألمانيا النازية وبريطانيا العظمى حين كانت تعتمد بريطانيا على سفنها التجارية في استيراد ما يكفيها من النفط، لكن الغوصات الألمانية بالمحيط شكلت خطراً كبيراً على السفن التجارية البريطانية.